# Minidomm

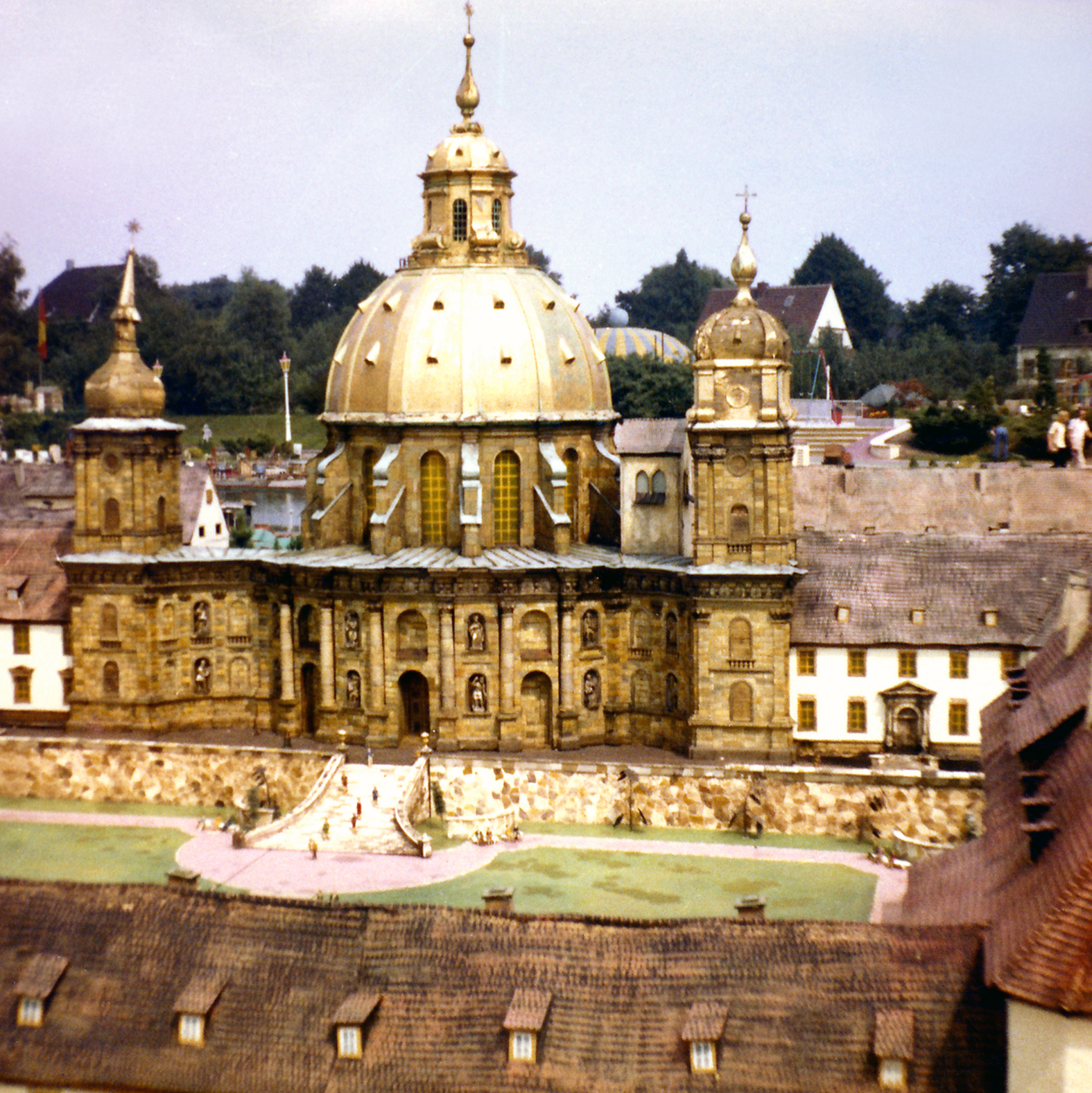
Miniatur vom Kloster Ettal, ca. 1973.

Minidomm war ein Miniaturpark in Ratingen-Breitscheid bei Düsseldorf und galt als eine europaweit bekannte touristische Attraktion des Rheinlandes. Er lag direkt am Autobahnkreuz Breitscheid der Autobahnen A3 und A52.

## Geschichte
In den 1950er-Jahren hatte der Architekt Wilhelm (Will) Dommel (1914–1988) mit der Verwirklichung dieses Schauparks herausragender Architektur begonnen. Da der Park in einem Sumpfgebiet lag, wurde das Areal vor Baubeginn mit 14.000 LKW-Ladungen Schotter und Kies aufgefüllt. Der Park wurde am 2. April 1967 eröffnet. Anfang der 1980er-Jahre übernahm sein Sohn Georg Dommel die Parkleitung, und das didaktische Konzept wich einem ausschließlich freizeitorientierteren. Da die Stadt Ratingen den weiteren Ausbau des Freizeitparks sowie weitere Autokinos nicht genehmigte, musste die Anlage am 1. November 1992 geschlossen werden. Die Modelle wurden größtenteils versteigert.
Das Minidomm-Autokino war über viele Jahre die Nr. 1 unter allen deutschen Filmtheatern und das erste Autokino, das auch Erstaufführungen zeigen durfte.  Das Gelände wie auch das ebenfalls nicht mehr existierende Autokino wurden als Gewerbegebiet ausgewiesen, das inzwischen weitgehend bebaut ist.
Auf einem Areal von ca. 80.000 m² befanden sich ca. 120 Modelle verschiedener Bauwerke im Maßstab 1:25 (außer das Modell des Hafens von Bremerhaven, dieses war im Maßstab 1:50) im Gesamtwert von damals mehr als 35 Mio. DM.

## Objekte
Zu den ausgestellten Objekten gehörten unter anderem:
- das Brandenburger Tor
- das Schloss Neuschwanstein
- der Dresdner Zwinger
  - 6 Jahre Bauzeit; Kosten 600.000 DM
- das Holstentor von Lübeck
- das Hamburger Rathaus
- die Frauenkirche von München
- das Berliner Olympiastadion
- die Dortmunder Westfalenhalle
- das Ulmer Münster
  - 7 Jahre Bauzeit; Kosten 780.000 DM
- der Bamberger Dom
  - 3 Jahre Bauzeit; Kosten 250.000 DM
- das Danziger Krantor
- der Pariser Eiffelturm
- der Pariser Arc de Triomphe
- das Brüsseler Atomium
- der Neue Hafen von Bremerhaven (die Schiffe wurden mit Unterwasserketten gezogen)
- der New Yorker Flughafen John F. Kennedy nebst diverser Flugzeug-Modelle
- die Wuppertaler Schwebebahn
- die Tower Bridge von London
- die Nürnberger Burg
- die Würzburger Residenz
- der Schiefe Turm von Pisa
- die Stierkampfarena „La Malagueta“ in Málaga
- das Weiße Haus in Washington
- die Maya Pyramide in Chichén Itzá, Mexiko
- die Luxemburger Villa Louvigny
- der Circus Krone
- das Marine-Ehrenmal Laboe
- diverse typische Bauernhöfe aus ganz Deutschland

Zum Minidomm gehörte noch ein Restaurant mit Hotel. Im Park gab es mehrere Imbissgelegenheiten, eine war im historischen Wagen 24 (Hinterwagen) der Baureihe 00 der Wuppertaler Schwebebahn untergebracht. Der Wagen wurde vermutlich um das Jahr 1900 gebaut.